# Benjamín Hill (Mexicaans politicus)

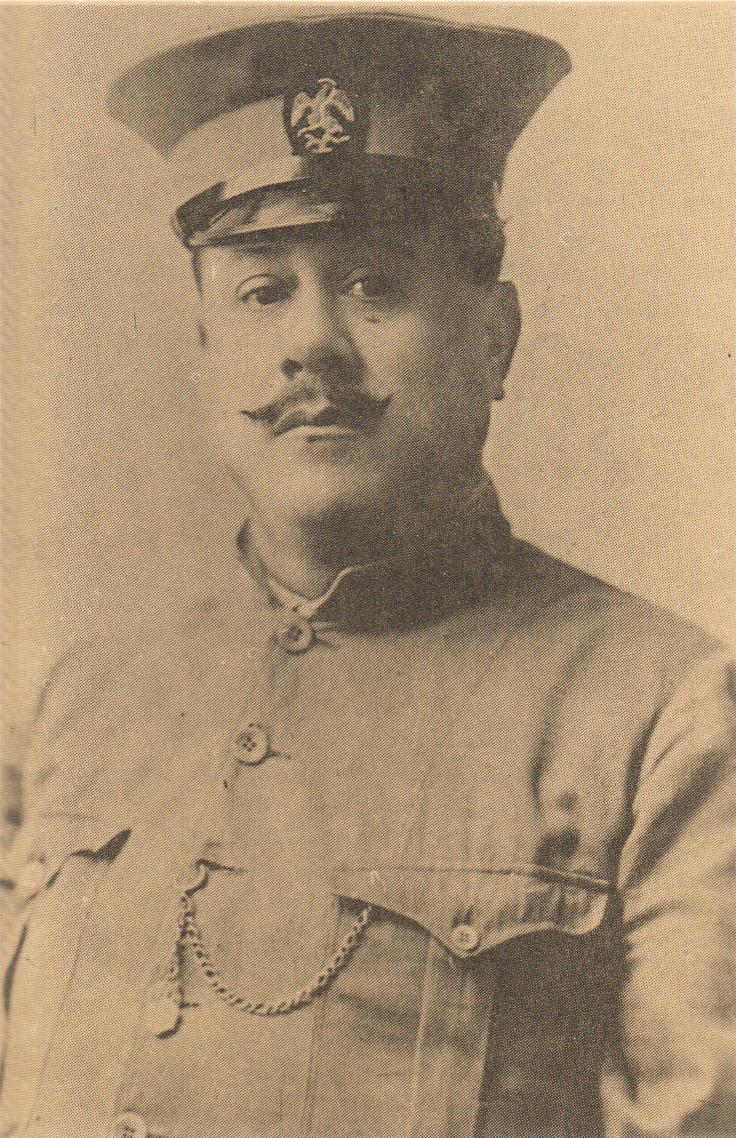
Benjamín Hill

Benjamín Guillermo Hill Salido (Choix, 31 maart 1874 - Mexico-Stad, 14 december 1920) was een Mexicaans politicus en militair.
In 1910 sloot hij zich aan bij Francisco I. Madero bij het uitbreken van de Mexicaanse Revolutie. Hij werd echter gearresteerd en werd pas na de machtsovername van Madero een jaar later bevrijd. In 1912 vocht hij tegen de opstand van Pascual Orozco en na de omverwerping en moord op Madero in 1913 sloot hij zich aan bij het Constitutionalistische Leger van Venustiano Carranza in het verzet tegen de dictator Victoriano Huerta. In 1915 vocht hij in het leger van zijn neef Álvaro Obregón tegen Pancho Villa, waarna hij opklom tot generaal. In 1920 sloot hij zich aan bij het Plan van Agua Prieta waarna Obregón president werd. Hij werd vervolgens benoemd tot minister van oorlog en werd al getipt als mogelijke opvolger van Obregón. In december van dat jaar overleed hij, mogelijk na vergiftigd te zijn met arseen door Plutarco Elías Calles, een andere kandidaat om Obregón op te volgen.